# 項間交差

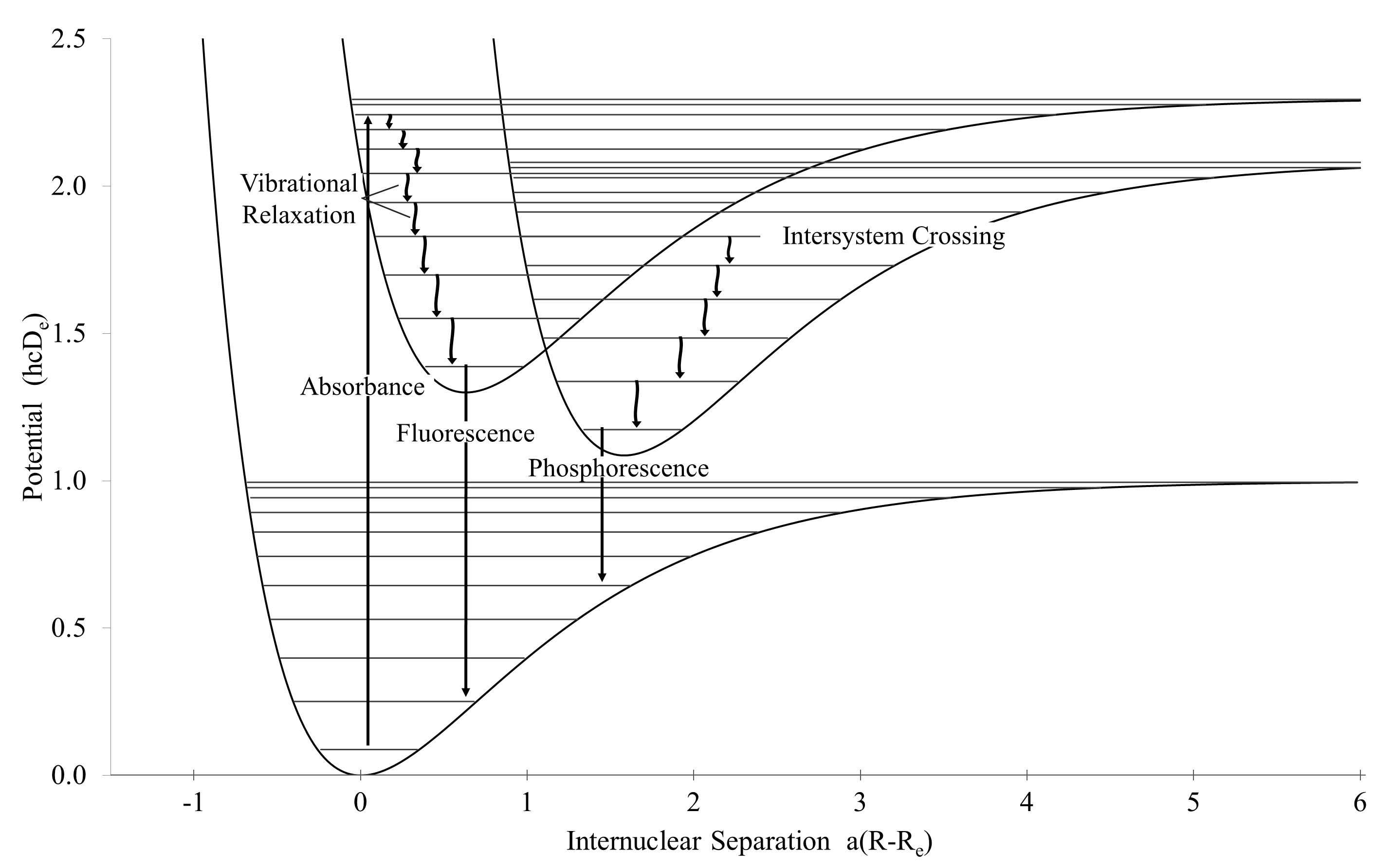
励起電子は異なるスピン多重度を持つ縮退状態に項間交差する。

項間交差（こうかんこうさ、英語: intersystem crossing）とは、異なるスピン多重度をもつ量子状態の間で起こる無放射遷移のこと。

## 一重項状態と三重項状態
一重項基底状態にある分子中の電子が光吸収によってより高いエネルギー状態へ励起したとき、励起一重項状態または励起三重項状態となる。一重項状態は、すべての電子スピンが対になった分子状態である。一重項状態では、励起電子のスピンは基底状態電子と対（逆向き）となる（同じエネルギー準位の電子対は、パウリの排他原理によると互いに逆スピンでなければならない）。三重項状態では励起電子は基底状態の電子と対ではなくなり、平行スピン（同じ向きのスピン）となる。三重項状態への励起では、禁制遷移であるスピンの反転を含むため、分子が光吸収によって三重項状態を作る確率は低い。
一重項状態が非輻射的に三重項状態へ変わるとき、または逆に三重項が一重項へ変わるとき、この過程を項間交差という。要するに励起電子のスピンの反転である。2つの励起状態の振動準位が重なるとき、遷移によるエネルギーの変化が小さいために項間交差が起こる確率は高くなる。
重い原子（ヨウ素や臭素など）を含む分子では、分子でのスピン軌道相互作用が大きく、スピンの変化が起こりやすいために項間交差は一般的に起こる。この過程はスピン軌道結合と呼ばれる。これは簡単にいうと、電子スピンと非円形軌道の軌道角運動量の結合を含んでいる。さらに溶液中に常磁性の種が含まれていると項間交差が起こりやすくなる。
励起三重項状態から一重項状態へ戻るときの放射減衰はりん光と呼ばれる。スピン多重項が変化するため、りん光は項間交差の別の形の表れである。項間交差の時間スケールは10−8秒から10−3秒のオーダーであり、最も遅い緩和のひとつである。